# Jesuskind

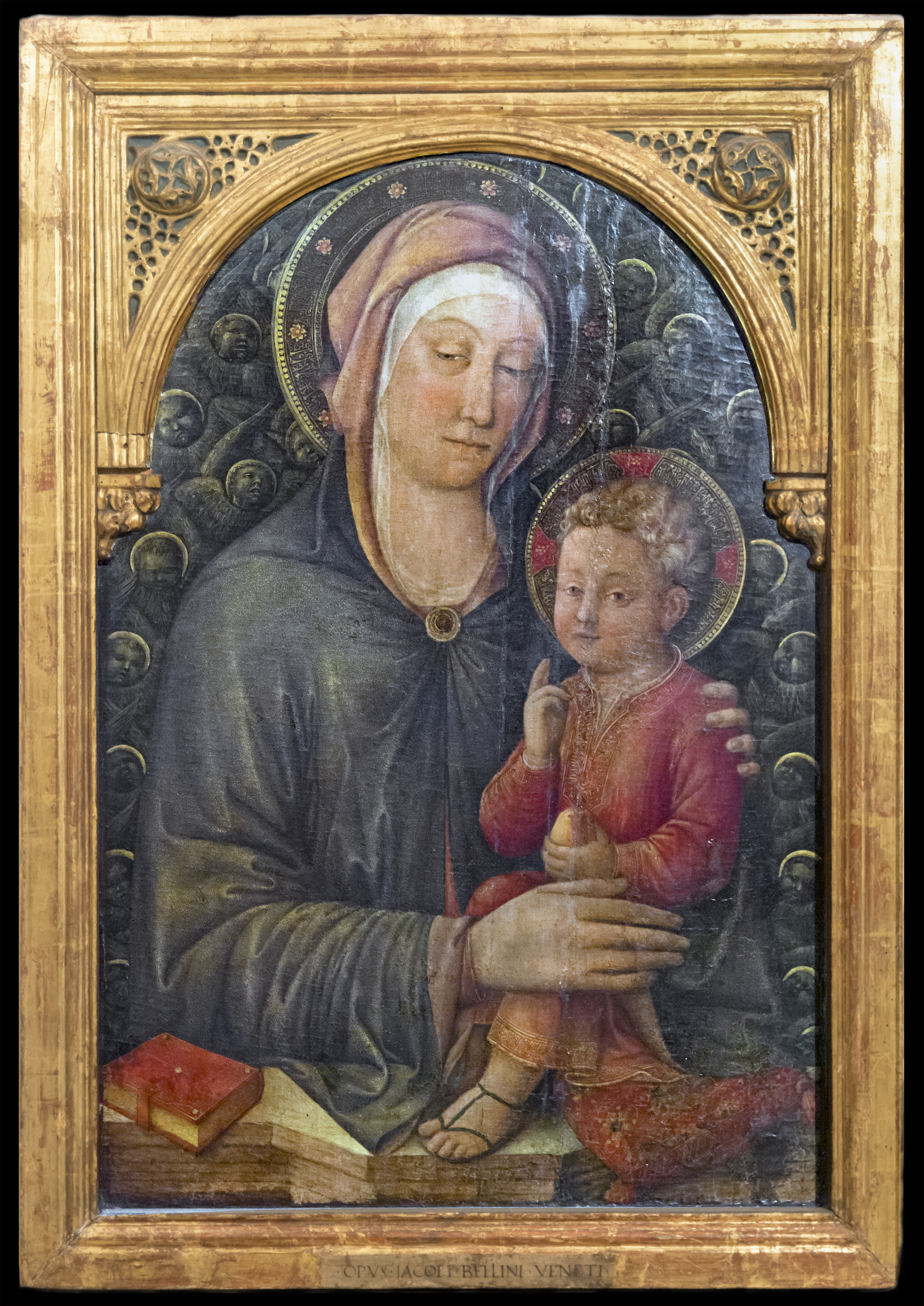
Muttergottes mit segnendem Kind und Cherubim. Gemälde von Jacopo Bellini, 1455

Als Jesuskind oder Jesusknabe, auch Christuskind, wird eine Darstellung Jesu Christi bezeichnet, die ihn bis zum Alter von etwa zwölf Jahren abbildet (im Alter von dreizehn Jahren erlangen im Judentum Jungen die Religionsmündigkeit und werden als Erwachsene betrachtet).

## Kunstgeschichte
Das Jesuskind ist seit dem 3. Jahrhundert in der christlichen Kunst ein beliebtes Motiv. Häufig zeigen solche Darstellungen die Geburt Christi, die Heilige Familie oder das Jesuskind mit der Gottesmutter. Von der Madonna mit dem Kind gibt es sowohl in der Westkirche als auch in der Ostkirche eine Fülle ikonographischer Darstellungen.
Das Jesuskind wird häufig in einer Krippe dargestellt. Andere Bilder zeigen die Beschneidung Jesu, die Darstellung im Tempel, die Anbetung der Könige und die Flucht nach Ägypten. Dagegen wird Jesus als Heranwachsender nur selten dargestellt, da die Evangelien darüber kaum berichten. Es gibt jedoch einige Darstellungen, die sich, orientiert an apokryphen Schriften, mit der Kindheit Jesu befassen.
Ab dem 14. Jahrhundert wird es auch mit Attributen gezeigt, die es als Gott und Erlöser kennzeichnen: Heiligenschein, Krone, Weltkugel, Zepter, Herz, Lamm, Hirtenstab, Weintrauben, Kreuz, Ysopstab, Lanze. Manchmal wird das Jesuskind mit einem
Stieglitz (auch als Distelfink bezeichnet) dargestellt, was symbolisch auf den Opfertod Jesu hinweist: Die roten Kopffedern des Vogels symbolisieren das vergossene Blut Christi, so etwa in der Madonna mit dem Stieglitz von Raffael Santi.

## Biblische Überlieferung

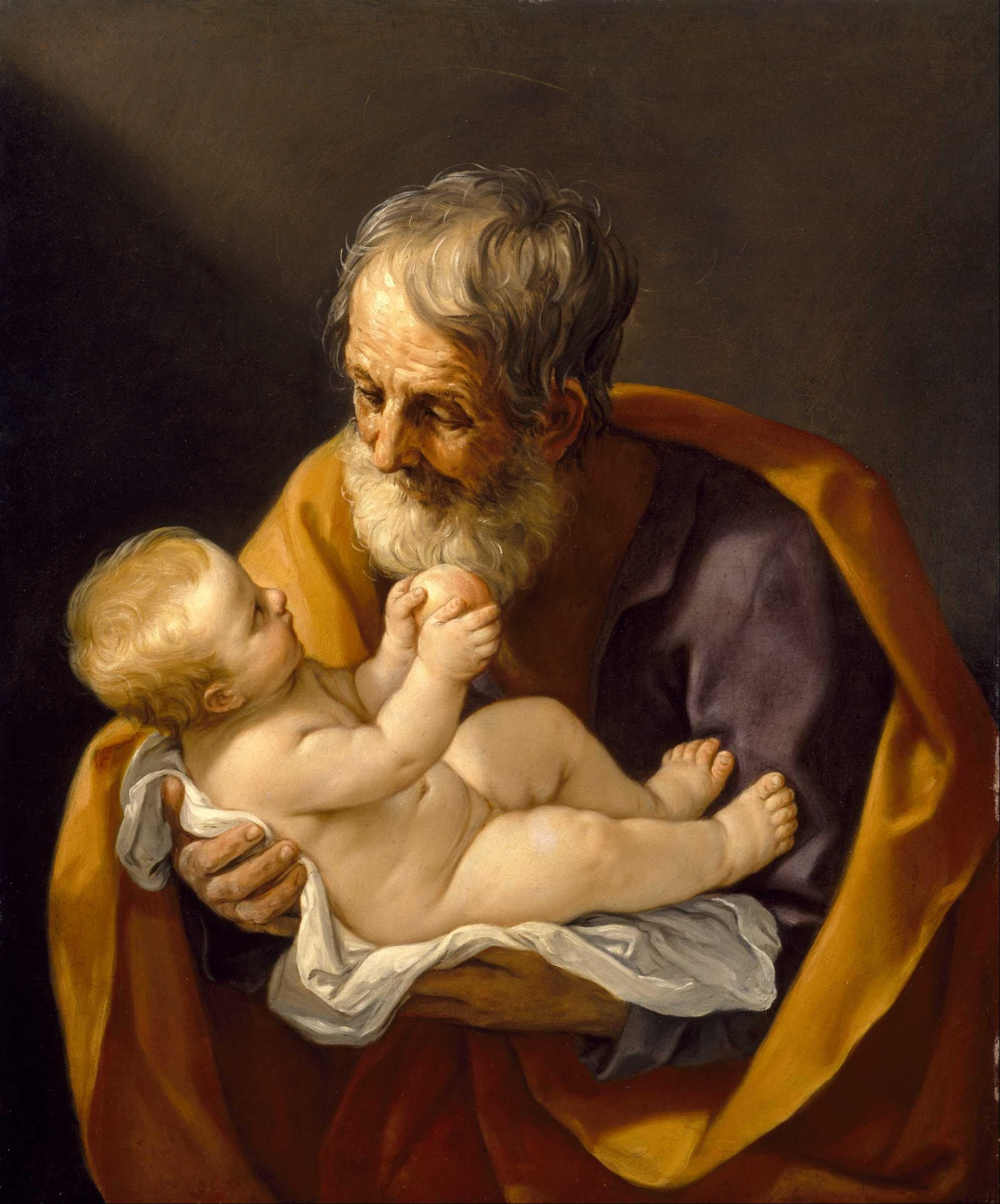
Josef und das Jesuskind, Gemälde von Guido Reni, 1640

Die Evangelien nach Lukas und Matthäus im Neuen Testament berichten hauptsächlich über die Geburt und die letzten Lebensjahre Jesu, das Evangelium nach Lukas außerdem über seine Darstellung im Tempel 40 Tage nach der Geburt (Lk 2,22-24 ) im Jerusalemer Tempel und über den Besuch im Tempel als Zwölfjähriger (Lk 2,41-52 ), das Evangelium nach Matthäus über die Flucht nach Ägypten (Mt 2,13-23 ).

## Außerbiblische Überlieferung
Über die Kindheit Jesu, in der er schon Wunder vollbrachte, erzählen apokryphe Schriften wie etwa das Kindheitsevangelium nach Thomas aus dem 2. Jahrhundert, das arabische Kindheitsevangelium aus dem 6. Jahrhundert und das Pseudo-Matthäus-Evangelium aus dem 8./9. Jahrhundert.

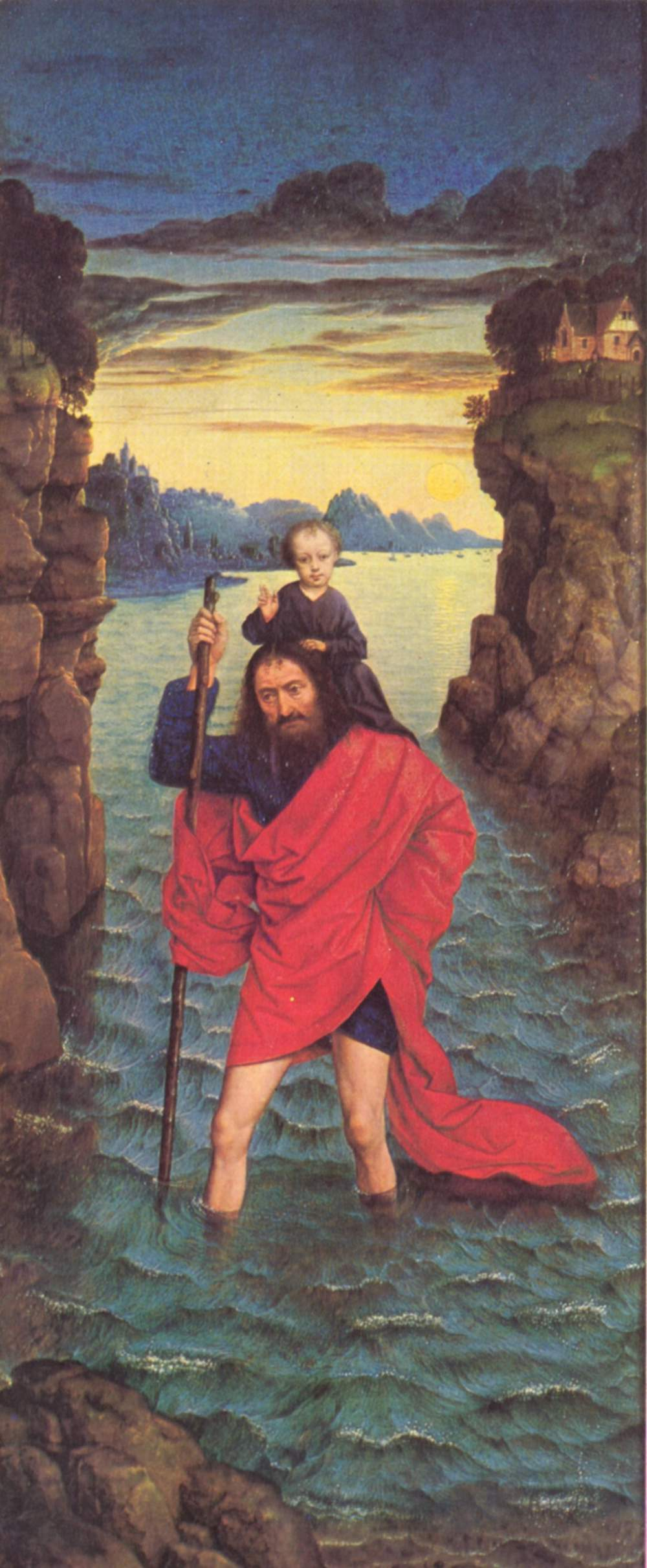
Der hl. Christophorus trägt das Jesuskind. Gemälde von Dieric Bouts, 1475

Ab dem Mittelalter bildeten sich Legenden um das wundertätige Jesuskind, die Bestandteil der Volksfrömmigkeit wurden. Dazu gehören Legenden um Christophorus, den Mystiker Hermann Joseph (* 1150) und Antonius von Padua (1195–1231). Das Jesuskind von Atocha half der Überlieferung nach gefangenen Spaniern während der Reconquista gegen die Mauren. Es wird insbesondere in Mexiko verehrt und in der kubanischen Santeria mit Ellegua synkretisiert.

## Bekannte Darstellungen
- Das Sarner Jesuskind ist eine 50 cm hohe Holzfigur aus dem 14. Jahrhundert im Benediktinerinnenkloster St. Andreas in Sarnen. Es hat sein rechtes Beinchen angezogen und die Weltkugel darauf abgestellt und zeigt mit der linken Hand auf sein Herz. Wegen des Sarner Jesuskindes ist das Kloster seit der spätmittelalterlichen Mystik ein vielbesuchter Wallfahrtsort.[3]
- Das Santo Bambino ist eine 60 cm hohe Figur in der Kirche Santa Maria in Aracoeli in Rom, die der legendarischen Überlieferung zufolge von einem Franziskaner im 15. Jahrhundert aus dem Holz eines Olivenbaums aus dem Garten Getsemani geschnitzt wurde.[4]
- Das Wettinger Jesuskind ist eine Altartafel in der Kreuzgangskapelle im Kloster Wettingen. Es könnte um 1450 für das Kloster Wettingen geschaffen worden sein. Das Bild überstand den Klosterbrand vom 11. April 1507, Weißen Sonntag 1507 auf wundersame Weise: Durch die Flammen entstanden mehrere Glutlöcher in einer besonderen Anordnung. Im Zentrum befindet sich das herzförmige Glutloch, das zugleich das Herz des Erlösers symbolisiert.
- Das Jesuskind von Cebu aus dem 16. Jahrhundert ist eine Holzfigur, die Ferdinand Magellan nach seiner Ankunft auf der philippinischen Insel Cebu der Hara Amihan, der Frau des Herrschers Raja Humabon am 14. April 1521 schenkte, weil sich das Herrscherpaar und viele Untertanen taufen ließen. Kurz darauf starb Magellan am 27. April bei einer Schlacht auf der Nachbarinsel Mactan. 44 Jahre später eroberte Miguel López de Legazpi die Insel zurück und zerstörte das Dorf des Raja Tupas, einem Neffen des Raja Humabon. Die Holzfigur wurde dort trotz der Feuersbrunst fast unversehrt gefunden. An der Fundstelle wurde die Basilica del Santo Niño als erste Kirche auf den Philippinen errichtet. Das Jesuskind war bis 2002 Schutzpatron von Cebu.
- Das Prager Jesulein aus dem 17. Jahrhundert ist eine 47 cm hohe Wachsfigur in der Kirche Maria vom Siege in der Prager Kleinseite. 1628 schenkte sie Polyxena von Lobkowicz nach dem Tod ihres Mannes Adalbert von Lobkowicz dem Kloster der Unbeschuhten Karmeliten in Prag im Rahmen der Rekatholisierung. Im Barock entstanden neben der Wallfahrt zum Prager Jesulein weitere entsprechende Wallfahrten.[5]
- Das Filzmooser Kindl ist eine 45 cm hohe, aus Holz geschnitzte, farbig gefasste aber bekleidete Jesus-Statue aus dem 15. Jahrhundert. Sie ist als Gnadenbild in der Pfarr- und Wallfahrtskirche Filzmoos aufgestellt. Das Jesuskind streckt die drei ersten Finger seiner rechten Hand in die Höhe, segnend, in seiner Linken hält es eine Weltkugel, in der Rechten ein Glöckchen.[6]

## Patrozinium
Folgende Kirchen tragen u. a. das Christkind-Patrozinium:
- Jesuskind-Kathedrale (Aleppo)
- Bambin Gesù, Rom
- Basilica del Santo Niño, Cebu City, Philippinen
- Ermitá de Santo Niño, Gaucín
- Iglesia Parroquial del Santo Niño de Mabini, Philippinen